# Santa Ana (Pampanga)
Santa Ana (Bayan ng Santa Ana) är en kommun i Filippinerna. Kommunen ligger på ön Luzon, och tillhör provinsen Pampanga. Folkmängden uppgår till 42 990 invånare.
Santa Ana är indelat i 14 barangayer.

## Bildgalleri

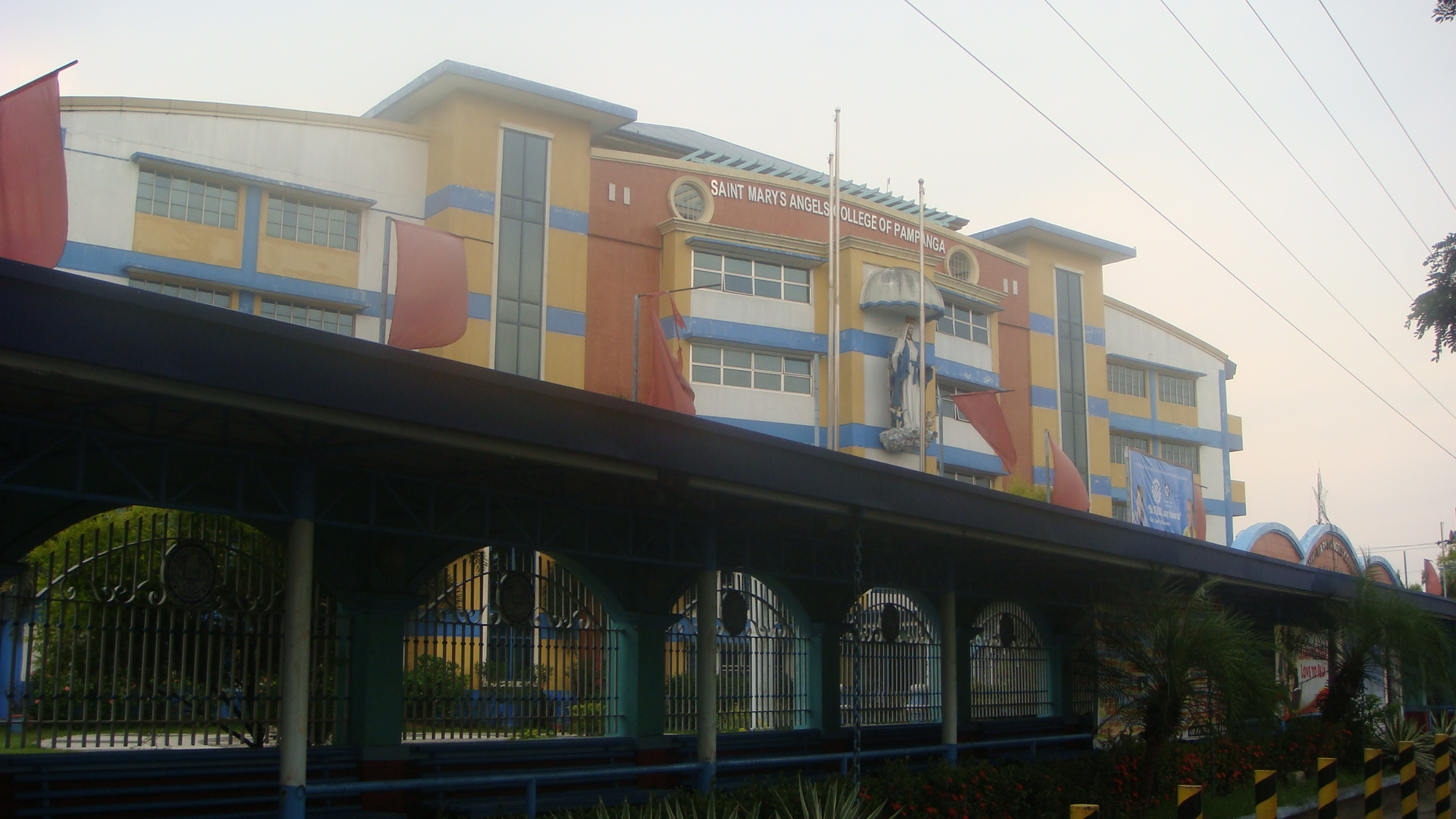